# 나고야 필하모니 교향악단

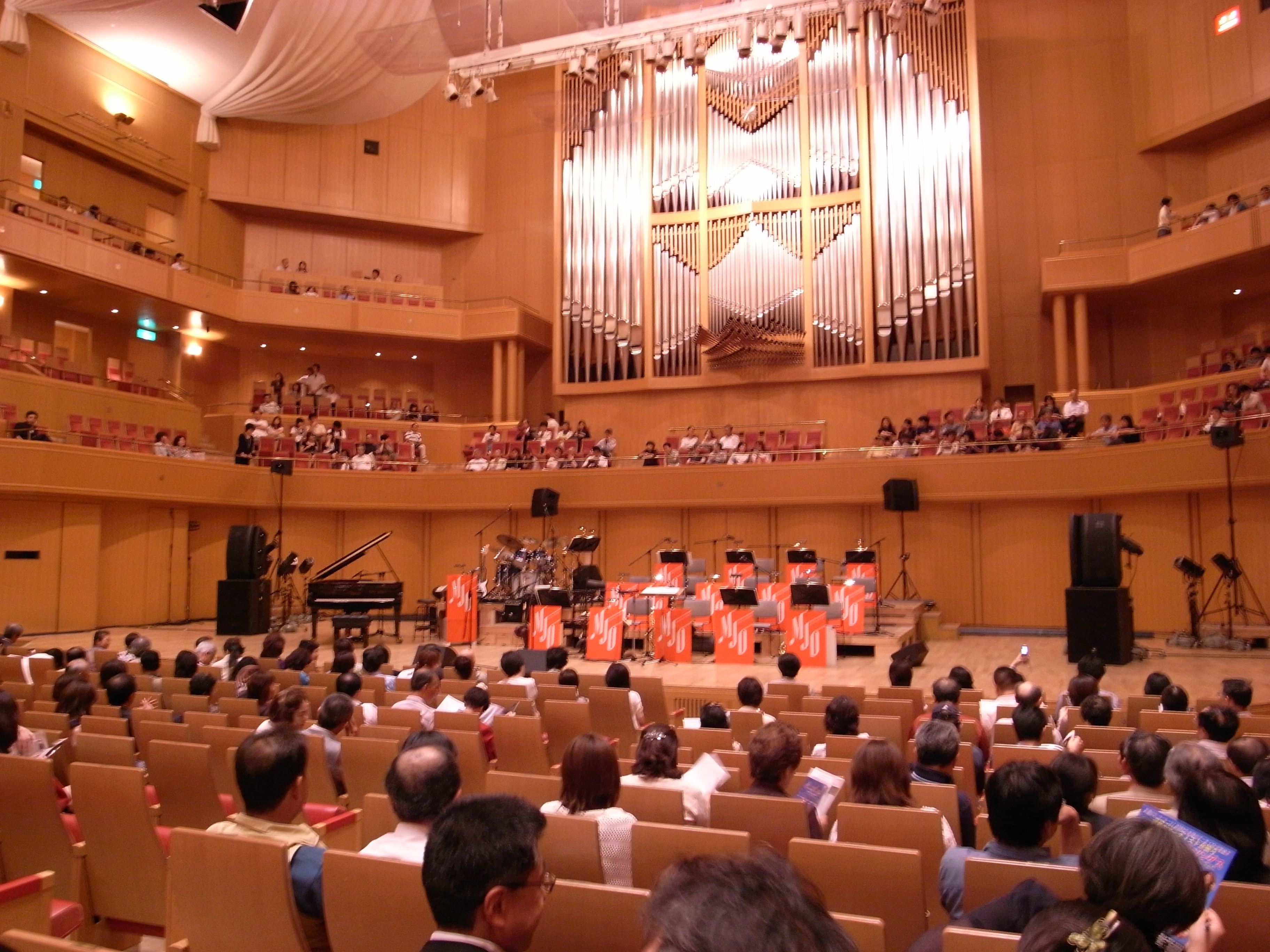

나고야 필하모니 교향악단(일본어: 名古屋フィルハーモニー交響楽団, Nagoya Philharmonic Orchestra)은 나고야시를 거점으로 하는 일본의 관현악단이다. 1966년 7월에 아이치현 최초의 프로 관현악단으로 창단되었으며, 같은 해 10월에 첫 연주회를 개최했다. 초기의 몇 년 동안은 객원 지휘에 의존했으나, 1971년에 이와키 히로유키가 음악 총감독으로 발탁되어 1974년까지 재임하면서 악단 발전의 기초를 마련했다.
1973년에 재단 법인체로 인가받았으며, 1981년에는 도야마 유조가 음악 감독 겸 상임 지휘자에 취임해 연주 곡목을 확대하고 단원을 증원하면서 대규모 관현악단으로 거듭나기 시작했다. 1987년에는 악단 역사상 최초로 모셰 아츠몬을 외국인 상임 지휘자로 초빙했으며, 이듬해에는 프랑스와 스위스에서 최초로 해외 공연을 개최해 호평을 받았다. 1990년과 1991년에는 각각 도카이 텔레비전의 문화상과 아이치 현 문화예술상을 수상했으며, 1995년부터는 밥 사쿠마의 지휘로 비시즌기의 팝스 콘서트에 '나고야 필하모닉 팝스 오케스트라'라는 이름으로 출연하기 시작했다.
2000년과 2006년에는 아시아 순회 공연을 가졌으며, 2004년에는 프라하의 봄 국제 음악제 참가를 겸한 두 번째 유럽 순회 공연으로 화제가 되었다. 한 시즌 당 115회 가량의 연주회를 소화하고 있으며, 음반 발매 등의 작업도 병행하고 있다. 주요 공연장은 아이치 현 예술극장 콘서트홀과 주쿄대학 문화시민회관(구 나고야 시민회관)이다. 2008년에는 두 번째 외국인 상임 지휘자로 티에리 피셔가 초빙되어 현재까지 재임하고 있다.

## 역대 지휘자 목록
- 이와키 히로유키 (1971-1974 음악 총감독)
- 후쿠무라 요시카즈 (1971-1974 상임 지휘자)
- 모리 다다시 (1974-1980 음악 총감독)
- 아라타니 슌지 (1974-1980 상임 지휘자)
- 도야마 유조 (1981-1987 음악 총감독 겸 상임 지휘자)
- 김홍재 (1985-1989 전속 지휘자)
- 모셰 아츠몬 (1987-1993 상임 지휘자, 1993- 명예 지휘자)
- 이이모리 다이지로 (1993-1998 상임 지휘자)
- 고바야시 겐이치로 (1998-2003 음악 감독, 2003- 계관 지휘자)
- 누마지리 류스케 (2003-2006 상임 지휘자)
- 티에리 피셔 (2008- 상임 지휘자)